# 甲乙哌酮
甲乙哌酮是一种戊二酰亚胺衍生物，分子式C10H17NO2，可作为鎮靜劑使用，最早由罗氏集团开发。